# Elaphria chionopis
Elaphria chionopis är en fjärilsart som beskrevs av Druce 1908. Elaphria chionopis ingår i släktet Elaphria och familjen nattflyn. Inga underarter finns listade i Catalogue of Life.